# Championnats du monde de cyclisme sur piste 1975
Navigation
Montréal 1974 Monteroni 1976
Les championnats du monde de cyclisme sur piste 1975 ont eu lieu à Rocourt en Belgique. Onze épreuves sont disputées : 9 par les hommes (3 pour les professionnels et 6 pour les amateurs) et deux par les femmes.

## Résultats

### Hommes

#### Podiums professionnels
| Compétition            | Or                                 | Argent                  | Bronze               |
| ---------------------- | ---------------------------------- | ----------------------- | -------------------- |
| Vitesse individuelle   | John-Michael Nicholson Australie   | Peder Pedersen Danemark | Ryoij Abe Japon      |
| Poursuite individuelle | Roy Schuiten Pays-Bas              | Knut Knudsen Norvège    | Dirk Baert Belgique  |
| Demi-fond              | Dieter Kemper Allemagne de l'Ouest | Cees Stam Pays-Bas      | Jean Breuer Belgique |

#### Podiums amateurs
| Compétition            | Or                                                                         | Argent                                                                          | Bronze                                                                                 |
| ---------------------- | -------------------------------------------------------------------------- | ------------------------------------------------------------------------------- | -------------------------------------------------------------------------------------- |
| Kilomètre              | Klaus-Jürgen Grünke Allemagne de l'Est                                     | Eduard Rapp Union soviétique                                                    | Janusz Kierzkowski Pologne                                                             |
| Vitesse individuelle   | Daniel Morelon France                                                      | Giorgio Rossi Italie                                                            | Emanuel Raasch Allemagne de l'Est                                                      |
| Poursuite individuelle | Thomas Huschke Allemagne de l'Est                                          | Vladimir Osokin Union soviétique                                                | Orfeo Pizzoferrato Italie                                                              |
| Poursuite par équipes  | Allemagne de l'Ouest Günter Schumacher Peter Vonhof Hans Lutz Gregor Braun | Union soviétique Vladimir Osokin Vitali Petrakov Viktor Sokolov Alexandre Perov | Allemagne de l'Est Norbert Dürpisch Thomas Huschke Uwe Unterwalder Klaus-Jürgen Grünke |
| Demi-fond              | Gaby Minneboo Pays-Bas                                                     | Miguel Espinos Espagne                                                          | Jean Pinsello France                                                                   |
| Tandem                 | Pologne Benedykt Kocot Janusz Kotlinski                                    | Tchécoslovaquie Vladimir Vackar Miroslav Vymazal                                | Union soviétique Anatoli Iablunovski Sergei Komelkov                                   |

### Femmes
| Compétition            | Or                    | Argent                       | Bronze                    |
| ---------------------- | --------------------- | ---------------------------- | ------------------------- |
| Vitesse individuelle   | Sue Novara États-Unis | Iva Zajikova Tchécoslovaquie | Sheila Young États-Unis   |
| Poursuite individuelle | Keetie Hage Pays-Bas  | Mary Jane Reoch États-Unis   | Denise Burton Royaume-Uni |

## Tableau des médailles
| Rang | Nation               | Or | Argent | Bronze | Total |
| ---- | -------------------- | -- | ------ | ------ | ----- |
| 1    | Pays-Bas             | 3  | 1      | 0      | 4     |
| 2    | Allemagne de l'Est   | 2  | 0      | 2      | 4     |
| 3    | Allemagne de l'Ouest | 2  | 0      | 0      | 2     |
| 4    | États-Unis           | 1  | 1      | 1      | 3     |
| 5    | France               | 1  | 0      | 1      | 2     |
| 6    | Australie            | 1  | 0      | 0      | 1     |
| 7    | Union soviétique     | 0  | 3      | 1      | 4     |
| 8    | Tchécoslovaquie      | 0  | 2      | 0      | 2     |
| 9    | Italie               | 0  | 1      | 1      | 2     |
| 10   | Espagne              | 0  | 1      | 0      | 1     |
| -    | Danemark             | 0  | 1      | 0      | 1     |
| -    | Norvège              | 0  | 1      | 0      | 1     |
| 13   | Belgique             | 0  | 0      | 2      | 2     |
| 14   | Grande-Bretagne      | 0  | 0      | 1      | 1     |
| -    | Japon                | 0  | 0      | 1      | 1     |
| -    | Pologne              | 0  | 0      | 1      | 1     |
|      |                      | 10 | 11     | 11     | 32    |